# Molophilus (Molophilus) boki
Molophilus (Molophilus) boki is een tweevleugelige uit de familie steltmuggen (Limoniidae). De soort komt voor in het Afrotropisch gebied.